# Francis Koene
Francis Koene   (Weltevreden (Suriname), 11 de març de 1899 - Amsterdam, 29 de gener de 1935) va ser un violinista i concertino neerlandès.

## Biografia
Francis Koene va néixer com un dels tres fills dotats musicalment d'una mare javanesa i un pare holandès. Des del principi, va rebre lliçons de violí d'un violinista txec. La família es va traslladar a Holanda, on va estudiar al "Koninklijk Conservatorium Den Haag" de 1909 a 1913. De 1917 a 1920 va rebre classes de violí amb Louis Zimmermann a Amsterdam. A partir de 1908 va realitzar gires de concerts a l'Índia i Europa. El 1920 va tocar al mític festival internacional Mahler d'Amsterdam. El 1921 es va convertir en segon concertino de lUtrecht Symfonie Orkest.
El 1926 va ser succeït a la capella musical del Teatre Estatal de Saxònia dirigida per Fritz Busch pel violinista Karl Thomann. Va guanyar entre 24 candidats (internacionals) per a la 1ª posició de concertino. Des del començament del seu compromís a Dresden, també va ensenyar violí a l'escola d'orquestra de la Staatskapelle.
També va aparèixer com a solista i músic de cambra. Amb la Staatskapelle va tocar el Concert per a violí de Beethoven i el Concert per a violí en mi menor de Mendelssohn. També va aparèixer com a solista amb la Filharmònica Txeca amb la Imaginació per a violí i orquestra de Josef Suk. El 1926 va participar en l'estrena alemanya del Doble concert per a dos violins i orquestra de Gustav Holst. També va aparèixer en la sèrie de concerts "Neue Musik Paul Aron", on va interpretar el Concert de Cambra per a Piano i Violí amb 13 vents d'Alban Berg amb la Filharmònica de Dresden dirigida per Fritz Busch i el pianista Paul Aron. Com a part d'un concert del Dresden Tonkünstlerverein el 1930, va tocar amb la Staatskapelle saxona el Concert per a violí en sol menor editat per Sam Franko d'Antonio Vivaldi. També va tocar en esdeveniments de l'Associació Richard Wagner de Dones Alemanyes, en el Curs de Vacances Acadèmiques de l'Associació de Professors saxons i en una celebració de Schubert el 1928.
El 1927 va fundar el conjunt Neues Dresdner Trio amb el pianista Paul Aron i el violoncel·lista Karl Hesse, que va fer concerts a Saxònia i Holanda i sobretot va mantenir un repertori clàssic-romàntic (Beethoven, Schubert, etc.). El trio de piano també va interpretar obres de Maurice Ravel i Ildebrando Pizzetti.
A causa de problemes de salut, va acabar el seu compromís a Dresden el 1932 (oficialment l'1 de març de 1933). Després que els nazis van prendre el poder, es va traslladar a Holanda, on es va comprometre el 1934 amb el compositor Henriétte Bosmans, amb qui també va col·laborar.